# Ptychohyla panchoi
Espèce
Statut de conservation UICN

 EN B1ab(iii) : En danger
Ptychohyla panchoi est une espèce d'amphibiens de la famille des Hylidae.

## Répartition
Cette espèce est endémique du Guatemala. Elle se rencontre entre 100 et 895 m d'altitude dans les sierras  de las Minas, del Mico et de Xucaneb.

## Étymologie
Cette espèce est nommée en l'honneur de Laurence Cooper Stuart, dit Don Pancho.

## Publication originale
- Duellman & Campbell, 1982 : A New Frog of the Genus Ptychohyla (Hylidae) from the Sierra de las Minas, Guatemala. Herpetologica, vol. 38, no 3, p. 374-380.